# Vézère
Vézère är en 211 km lång flod i regionen Nouvelle-Aquitaine i sydvästra Frankrike, biflod till Dordogne. Dess källa ligger i nordvästra Centralmassivet. Floden rinner åt sydväst genom följande departement och städer: 
- Corrèze: Pérols-sur-Vézère, Bugeat, Uzerche, Vigeois, Brive-la-Gaillarde
- Dordogne: Montignac, Terrasson-Lavilledieu, Les Eyzies-de-Tayac-Sireuil, Le Bugue.

Den rinner ut i Dordogne nära Le Bugue. En biflod till Vézère är Corrèze.

## Ett världsarv
I Vézèredalen som följer floden finns 147 förhistoriska platser från paleolitisk tid och 25 dekorerade grottor. 15 platser inklusive grottkomplexet Lascaux utgör ett världsarv. 
Följande platser ingår i världsarvet
- Abri de Cro-Magnon
- Abri du Poisson
- Font de Gaume
- La Micoque
- La Mouthe
- Laugerie basse
- Laugerie haute
- Le Grand Roc
- Les Combarelles
- Le Cap Blanc
- Lascaux
- Cro de Granville
- Roc de Saint-Cirq
- Le Moustier
- La Madeleine